# Monomma antinorii
Monomma antinorii is een keversoort uit de familie somberkevers (Zopheridae). De wetenschappelijke naam van de soort werd in 1872 gepubliceerd door Raffaello Gestro.